# Airborne Museum
Airborne Muzeum "Hartenstein" – instytucja muzealna w Oosterbeek (Holandia) zajmująca się upamiętnianiem bitwy o Arnhem.
Siedziba instytucji znajduje się w byłej kwaterze głównej wojsk Brytyjskich biorących udział w bitwie, dzięki rozległej kolekcji autentycznej broni, umundurowania, wyposażenia, a także wywiadów, zdjęć oraz filmów ukazany jest obraz Bitwy o Arnhem z września 1944 roku. 
Oprócz wystawianych eksponatów muzeum dysponuje również wielokrotnie nagradzaną Airborne Experience, gdzie zwiedzający wchodzą w sam środek bitwy. Muzeum nie koncentruje się wyłącznie na pokazaniu bitwy z perspektywy aliantów, ale pokazuje również to wydarzenie widziane oczami żołnierzy niemieckich oraz ludności cywilnej.

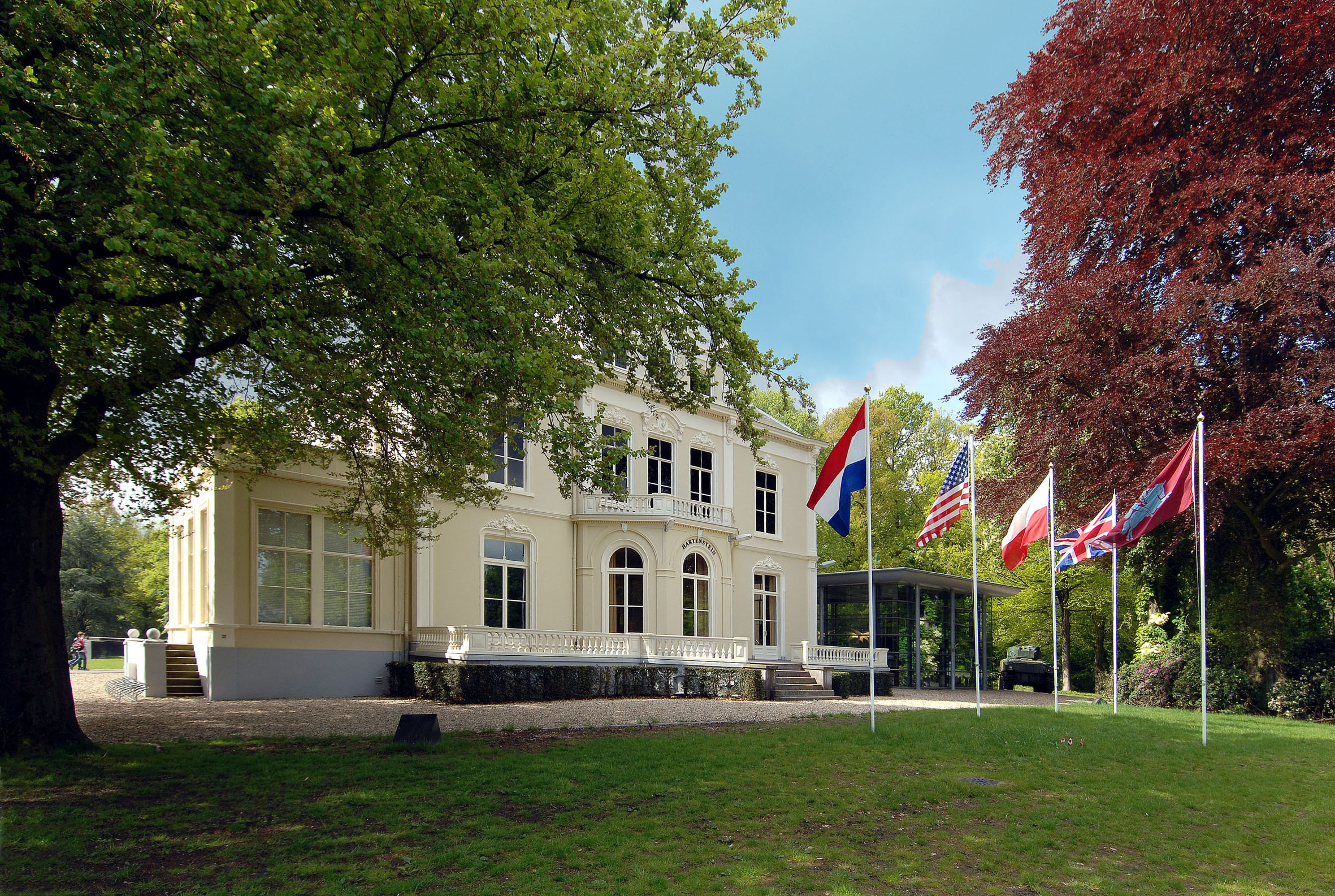
Airborne Museum "Hartenstein"

## Misja
Airborne Muzeum "Hartenstein" jest miejscem, gdzie bitwa o Arnhem, we wszystkich swoich aspektach, prezentowana jest szerokiej, międzynarodowej publiczności, będąc tym samym źródłem wiedzy historycznej o ofiarności żołnierzy i ludności cywilnej walczących o wolność.

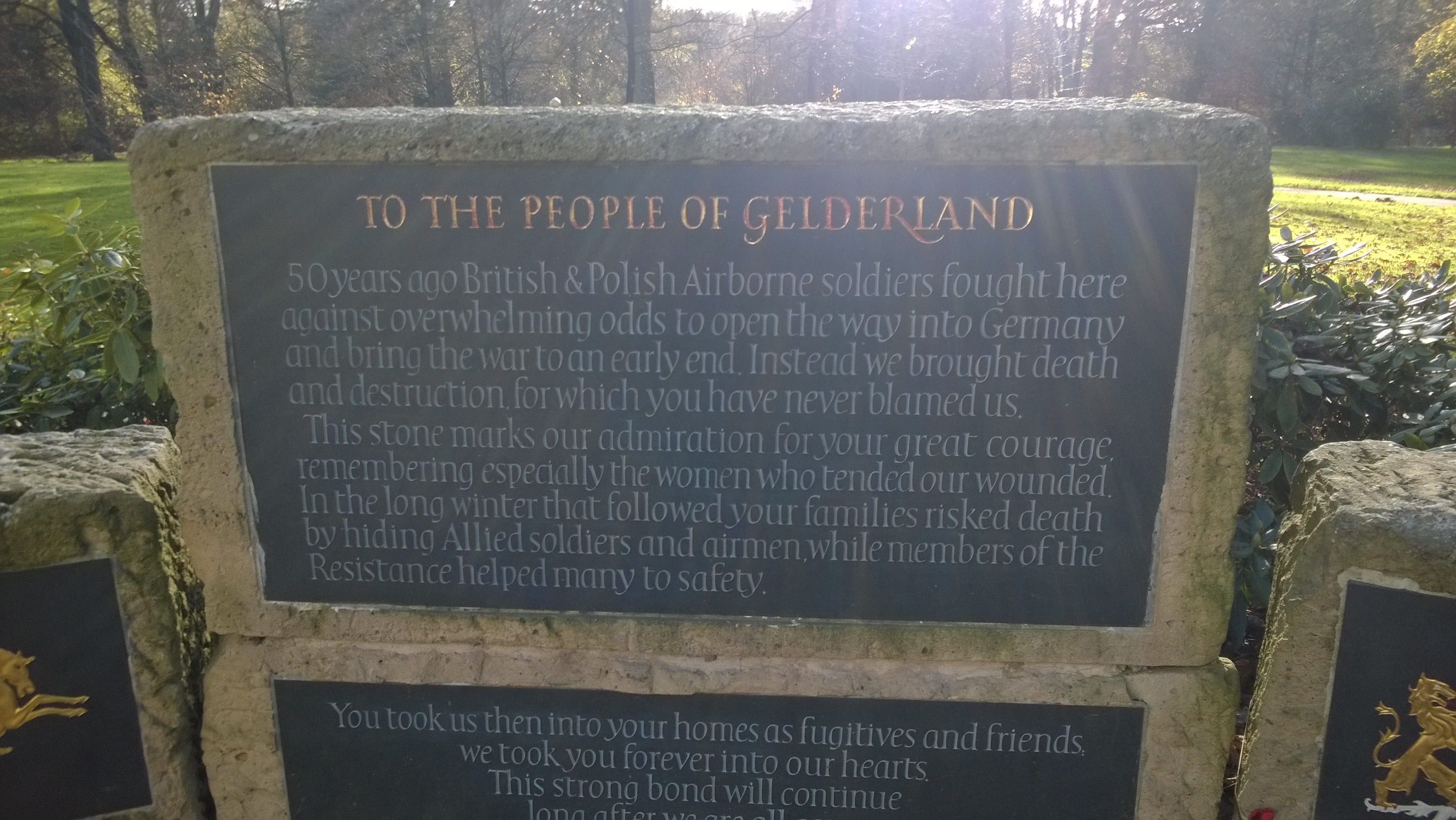
Tablica przed wejściem

## Historia obiektu
Muzeum jest zlokalizowane w Hertenstein od roku 1978. Już w roku 1728 ukazały się wzmianki o "Het Rode Hert" (Czerwonym Jeleniu), oberży położonej przy Utrechtseweg w Oosterbeek. W roku 1779 oberżę wraz z przyległościami kupuje J. van der Sluys, adwokat na dworze Gelderland. Oberża zostaje rozebrana, a na jej miejscu wybudowana zostaje willa, która otrzymuje nazwę Hartenstein.
Po śmierci Van der Sluysa, willa Hartenstein przechodzi przez ręce kilku właścicieli. Około roku 1865 willa otrzymuje obecny kształt i układ. Dobudowana zostaje również wozownia, gdzie dziś mieści się restauracja Hartenstein@Laurie. W roku 1905 dobudowane zostają również dwa kryte tarasy. Ostatecznie gmina Renkum, która w roku 1942 zostaje właścicielem nieruchomości, decyduje o przekształceniu willi w hotel. Hotel odgrywa podczas drugiej wojny światowej ważną rolę dla brytyjskich spadochroniarzy.

## Operacja Market Gardenoraz bitwa o Arnhem

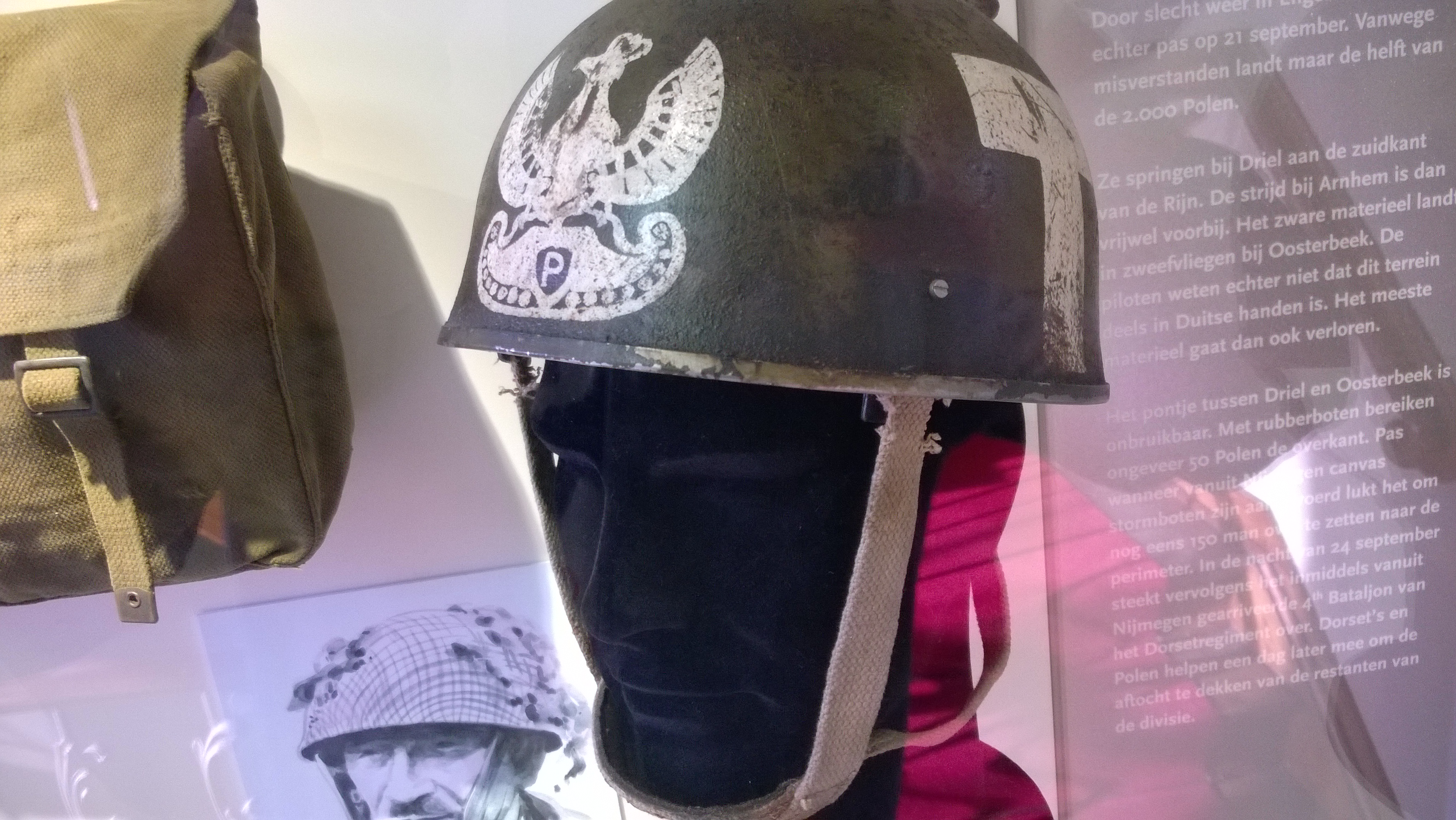
Hełm gen. Sosabowskiego

Po inwazji w Normandii w czerwcu 1944 roku, wojska sprzymierzone maszerują w szybkim tempie w stronę Niemiec. Marsz jest tak szybki, że zaopatrzenie nie nadąża, przez co we wrześniu front staje w miejscu w Belgii i Francji. Aby ominąć Linię Zygfryda, marszałek Bernard Montgomery opracowuje plan opanowania przez aliantów kilku mostów na terenie Holandii, między Eindhoven a Arnhem. Dzięki tej akcji ma nadzieję znaleźć drogę do Zagłębia Ruhry i wejść na terytorium Niemiec. Operacja rozpoczyna się dnia 17 września i trwa do 26 września. Ostatecznie operacja Market Garden kończy się – przez szereg popełnionych błędów – całkowitym fiaskiem.
W okolicach Arnhem ląduje około 10 000 alianckich spadochroniarzy. Najważniejszym celem jest most na Renie w Arnhem, który trzeba zdobyć i obronić przed armią niemiecką do czasu dotarcia do Arnhem sprzymierzonych wojsk lądowych. Pułkownik John Frost dociera ze swoim drugim batalionem do mostu, gdzie przez kilka dni stacza bardzo ciężkie walki z Niemcami. Niestety, największa część wojsk inwazyjnych nie dociera do mostu, przez co generał Robert Urquhart zostaje zmuszony do zlokalizowania swojej kwatery głównej w hotelu "Hartenstein". Wokół kwatery głównej toczone są zaciekłe walki, podczas których po obu stronach pada wiele ofiar. W czwartek, 21 września drugi batalion broniący mostu zmuszony jest się wycofać. Dopiero 26 września, kiedy wszystkie pozostałe jednostki wycofują się za Ren, hotel "Hartenstein" zostaje opuszczony. Alianci przegrywają bitwę o Arnhem, a budynek zostaje poważnie uszkodzony.

## Muzeum

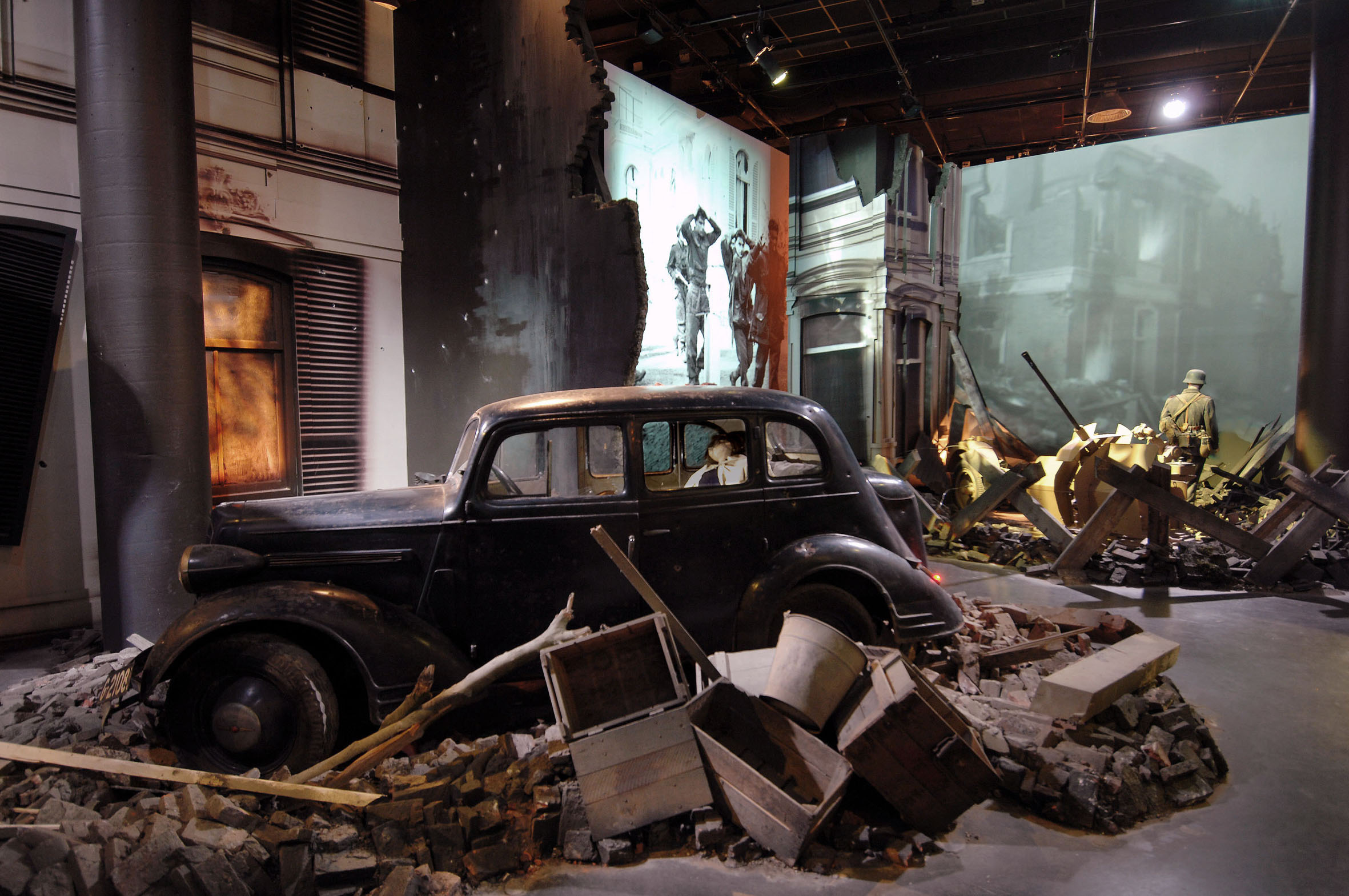
Wystawa Airborne Experience

Krótko po zakończeniu wojny powstaje plan założenia muzeum bitwy o Arnhem. Najpierw (1949) muzeum powstaje w zamku Doorwerth. Po wojnie Hartenstein ponownie funkcjonuje jako hotel. W dość krótkim czasie kolekcja w zamku Doorwerth rozrasta się tak szeroko, że zaczynają się poszukiwania nowej, odpowiedniej lokalizacji. Zakupiony zostaje hotel Hartenstein i 11 maja 1978 Airborne Muzeum "Hartenstein" otwiera drzwi dla zwiedzających.
W roku 2008 muzeum zostało czasowo zamknięte w celu przeprowadzenia modernizacji. Oprócz modernizacji, muzeum zostało również poszerzone o 900 m² piwnicy oraz o nową salę przyjęć. Muzeum ponownie otworzyło swoje drzwi dla zwiedzających w roku 2009, w 65. rocznicę bitwy o Arnhem. W nowej piwnicy urządzona jest wystawa Airborne Experience, gdzie zwiedzający przeżywają bitwę tak jakby sami byli biorącym w niej udział żołnierzami. Airborne Experience zostało wiele razy nagrodzone oraz otrzymało wiele nominacji konkursowych.
Airborne Muzeum "Hartenstein" jest corocznie zaangażowane w wiele wydarzeń upamiętniających bitwę o Arnhem. Jest miejscem spotkań zarówno weteranów jak i zwykłych ludzi i młodzieży. Poza tym położone jest bardzo blisko Cmentarza Wojennego Airborne, gdzie co roku w dniu rocznicy odbywają się uroczystości upamiętniające to wydarzenie.

## Literatura
- www.airbornemuseum.nl
- www.mooigelderland.nl/kasteel-doorwerth
- Ed. S.L. Mayer, Encyclopedia of World War II (Feltham 1977)
- C. Ryan, Een brug te ver (Bussum 1974)
- H.J. Leloux i W.J.M. Duyts, In heerlijckheit en hoofdkwartier 1949-1989 (Renkum 1989)

## Internet
- Airborne Museum. airbornemuseum.nl. [zarchiwizowane z tego adresu (2014-08-09)].